# Ambert
Ambert – miejscowość i gmina we Francji, w regionie Owernia-Rodan-Alpy, w departamencie Puy-de-Dôme.
Według danych na rok 1990 gminę zamieszkiwało 7420 osób, a gęstość zaludnienia wynosiła 123 osoby/km² (wśród 1310 gmin Owernii Ambert plasuje się na 24. miejscu pod względem liczby ludności, natomiast pod względem powierzchni na miejscu 11.).

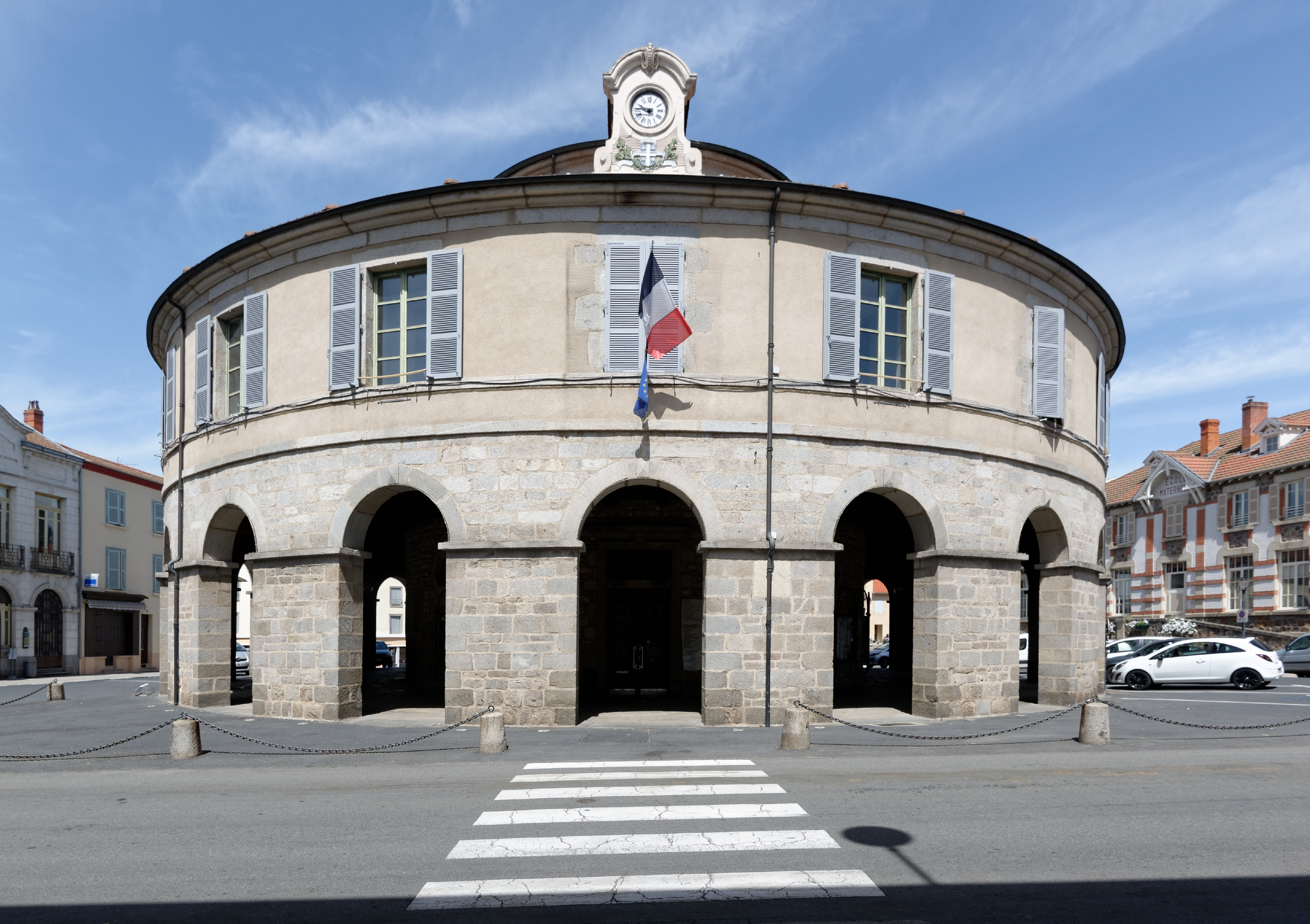
Ratusz
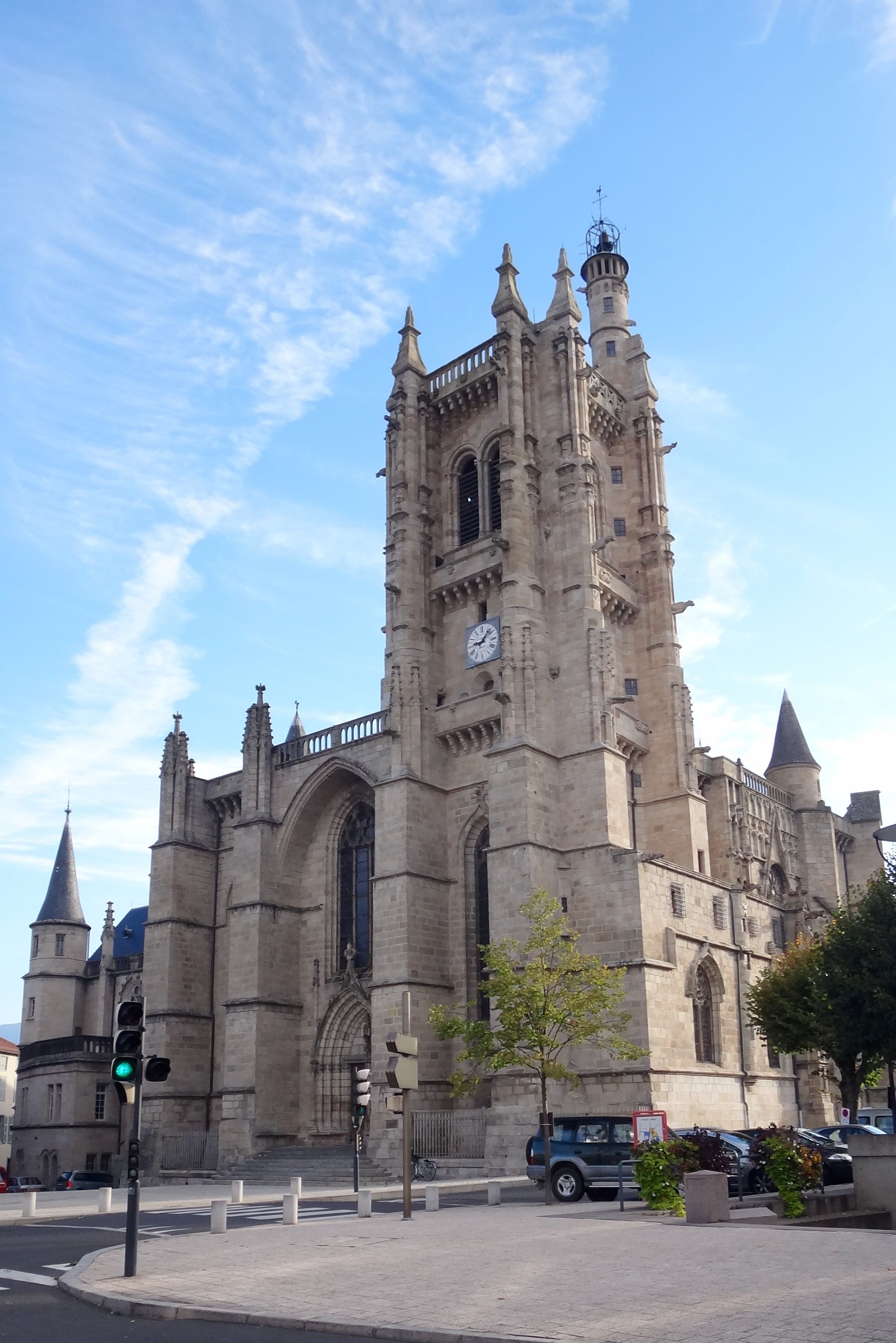
Kościół św. Jana Chrzciciela